# Wilhelm Frimann Koren Christie
Wilhelm Frimann Koren Christie (Kristiansund, 7 dicembre 1778 – Bergen, 10 ottobre 1849) è stato un politico norvegese.

## Biografia
Nacque a Kristiansund, Møre og Romsdal, trascorse diversi anni a Bergen. Era figlio del mastro di posta Johan Koren Christie (1745-1823) e di Anne Thue Brodtkorb (1753-1834). A dieci anni frequentò una scuola latina. A 16 anni, era invece studente a Copenaghen.

## Carriera
Wilhelm F. K. Christie era direttore esecutivo (kansellisekretær) e capo di ufficio presso Copenaghen. Nel 1809, all'età di 30 anni, diventò giudice (sorenskriver) ad Hordaland. Dal 1815 al 1825 era governatore presso la contea di Hordaland.
Nel 1814 fu rappresentante presso l'Assemblea Costituente norvegese, posizione che mantenne per lungo tempo, dove non giocò un ruolo importante. Ha partecipato all'invio di un messaggio per Cristiano VIII, tuttavia, questo messaggio non ebbe risposta. Nell'ottobre diventò il presidente del parlamento, fino al 1825.
Fu tra i fondatori del Museo di Bergen, successivamente ribattezzato Museo dell'Università di Bergen (Universitetsmuseet i Bergen), nel 1825.